# アーリーン・サンフォード
アーリーン・サンフォード（Arlene Sanford）は、アメリカ合衆国の映画監督。

## 作品

### テレビドラマ
- プリティ・リトル・ライアーズ
- 恋するインターン3
- ダニーのサクセス・セラピー シーズン2
- ホワイトカラー シーズン4
- ハリーズ・ロー　裏通り法律事務所
  - 続ハリーズ・ロー　裏通り法律事務所
- 私はラブ・リーガル
- グレイズ・アナトミー5
- 名探偵モンク6
- サイク/名探偵はサイキック? シーズン2
- Weeds ママの秘密 シーズン1
- デスパレートな妻たち
- エバーウッド　遥かなるコロラド シーズン1
- ギルモア・ガールズ 第1シーズン

### 映画
- サンタに化けたヒッチハイカーは、なぜ家をめざすのか?
- ゆかいなブレディー家/トラブルinハワイ

### テレビ映画
- グッドラック・チャーリー／ザ・ムービー

### オリジナルビデオ
- 保険調査員フランク25